# Atlanticythere bransfieldensis
Atlanticythere bransfieldensis is een mosselkreeftjessoort uit de familie van de Trachyleberididae. De wetenschappelijke naam van de soort is voor het eerst geldig gepubliceerd in 1987 door Blaszyk.